# Georg Christian Oeder
Georg Christian Edler von Oldenburg Oeder (Ansbach, 3 de febrero de 1728 - Oldenburg , 28 de enero de 1791) fue un botánico, doctor en medicina, economista y reformador social germanodanés. Su nombre se asocia con la portentosa obra de ilustraciones Flora Danica.

## Biografía

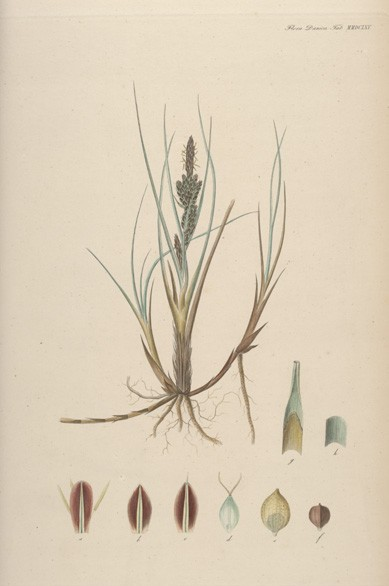
Carex trinervis Degl. plancha 2665 de Flora Danica, parte 45 (1861); placa de cobre coloreada.

Oeder era hijo de un párroco bávaro, Georg Ludwig Oeder (1694-1760). Estudia Medicina en la Universidad de Göttingen con Albrecht von Haller. Se recibe de doctor en medicina en la ciudad de Schleswig. El rey lo manda llamar a Copenhague en 1751, por una recomendación de Albrecht von Haller. Pero la autónoma – y conservadora - Universidad de Copenhague, siempre fue remisa para emplear a expertos extranjeros, resiste el acceso de Oeder a una cátedra ordinaria. Así, es designado Professor botanices regius (Real Profesor) y pronto se le encomienda la instalación de un nuevo Jardín Botánico de la Universidad de Copenhague.
En 1753, comienza la publicación de la monumental obra de ilustraciones en planchas de cobre, Flora Danica, que en un principio estaba planeada para cubrir todo el Reino vegetal, incluiría briófitas, liquenes, hongos nativos de las tierras de la corona danesa – Schleswig-Holstein, Oldenburg-Delmenhorst y Noruega – con sus dependencias noratlánticas de Islandia, islas Feroe y Groenlandia. Oeder visita las regiones montañosas de Noruega, llegando a Trondheim durante los años 1758 a 1760. Consecuentemente, los primeros fascículos de Flora Danica contienen muchas especies de flora alpina. Oeder establece correspondencia con el obispo y botánico noruego Johan Ernst Gunnerus durante esa época.
Oeder obtiene una considerable biblioteca botánica, mayormente a través de la compra a colegas. Literatura inglesa y estadounidense la obtiene de Philip Miller del Chelsea Physic Garden y más de 1.327 vols. que adquiere del legado de Richard Mead en 1754.
Para la época de Oeder, la Botánica ya estaba amalgamada con la Economía. Oeder fue así miembro de comisiones de la reforma agraria (e.g. “Landkommissionen” en 1770) y de finanzas estatales ('Finanskollegiet' en 1771). Del primer censo danés, que fue destruido muy pronto, extrae datos de matrimonios, viudez de todas las parroquias de Zelanda, Amager, Møn y Bornholm – tales datos son hoy invalorables para los genealogistas. Oeder fue un conferencista activista de la reforma social y de la libertad de la población rural.
En 1771, con la caída de Johann Friedrich Struensee y la consecuente crisis en las finanzas estatales, se produce el fortalecimiento de la lucha contra la Ilustración y los círculos antigermanos, Oeder perdió su cátedra. Se le dio primero el puesto de prefecto de la diócesis de Nidaros, pero nunca se instaló allí. A continuación, se le dio el poco honorable cargo de Alguacil (Landvogt) en Oldenburg, bajo dominio danés, aunque para ser canjeado por Holstein-Gottorp en 1773.
Dos años antes de su deceso, fue hecho noble por el emperador José II de Habsburgo.

## Obra
- Nachricht von der Ausgabe eines Werkes, Flora Danica genannt, mit einer Probe-Platte von der Pflanze: Rubus Chamæmorus. Kopenhagen: Philibert 1761
- Elementa botanicae./ Einleitung zu der Kräuterkenntniss 2 partes en un volumen. Copenhague: Philibert 1764-66. Con 14 grabados
- Nomenclator botanicus zum Gebrauche bey der Flora Danica. Copenhague: Heineck und Faber, 1769
- Verzeichniss zur der Flora Danica gehörigen, in den Königreichen Dännemark und Norwegen, in den Herzogthümern Schleswig und Holstein, und in den Grafschaften Oldenburg und Delmenhorst wildwachsenden Kräuter Copenhague 1770
- Bedenken über die Frage: Wie dem Bauernstande Freyheit und Eigenthum in den Ländern, wo ihm beydes fehlet, verschaffet werden könne? Leipzig und Frankfurt 1769
- Bedenken und Zusätze; von neuem aufgelegt sammt Zulagen. Altona, 1786
- Raisonnemens über Wittwen-Cassen. Copenhague: Stein, 1771
- Respuesta de J. C. Fabricius: Zudringlichkeit in seiner Schrift über die Volks-Vermehrung in Dännemark (Intrusión en su trabajo sobre el incremento nacional en Dinamarca). 1781
- Appell an das dänische Publicum. Oct. 1786. 1786

## Eponimia
Género
- (Asteraceae) Oedera L.[7]
- (Liliaceae) Oedera Crantz[8]

Especies
- Pedicularis oederi Vahl
- Carex oederi Retz.